# Códice Tulane

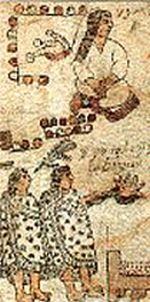
Fragmento del Códice Tulane, procedente de la Mixteca poblana y resguardado actualmente por la Universidad de Tulane.

El Códice de Tulane es un documento histórico procedente de Acatlán de Osorio. Fue realizado durante la época colonial mexicana, incorporando elementos iconográficos que siguen en gran medida el estilo de los códices precolombinos de La Mixteca. Aunque originalmente trataba sobre los linderos de Acatlán y el origen de su linaje gobernante, posee también unas glosas en mixteco que describen los linderos del ñuu de San Juan Ñumí.  Frans Blom realizó las gestiones para comprarlo e incorporarlo al acervo de la Universidad de Tulane, de la que toma su nombre.

## Procedencia
El Códice de Tulane fue realizado en Acatlán de Osorio, ciudad que actualmente forma parte del estado de Puebla (México). A partir del Período Clásico mesoamericano, Acatlán se convirtió en un centro de relevancia regional en la Mixteca Baja, posición que sigue ocupando hasta la época contemporánea a pesar de que los mixtecos son ahora una minoría en la localidad.

## Contenido
El tema del códice es la descripción de los linderos del yuhuitayu de Acatlán, así como la historia de su casa gobernante y la de Chila. Este códice contiene una representación del glifo toponímico mixteco de Acatlán, que consiste en un cerro con una joya en su centro. El glifo se lee Yucuyuxi (Cerro de la Joya). 
A lo largo de las láminas del códice se narra la historia de la casa gobernante de Acatlán, que en su origen está relacionada con la dinastía de Teozacoalco, que durante el Posclásico Tardío fue uno de los señoríos más poderosos de La Mixteca, y cuya casa gobernante también está relacionada con el linaje de Ocho Venado. De manera paralela, también se describe la historia de la casa de Chila.  
Cuando el códice pasó a Ñumí en el siglo XVIII, los nuevos dueños añadieron glosas que indican los linderos de esta comunidad y sus vecinos Yucuxaco, Nicananduta y Nduaxico. Ñumí y estas comunidades de la Mixteca Alta se encontraban en litigio territorial entre 1767 y 1775, por lo que se presume que estas glosas obedecían a la necesidad de los habitantes de Ñumí de documentar sus reclamaciones.

## Historia
La elaboración del Códice Tulane debió ocurrir en el siglo XVII, y debió permanecer en poder de los caciques de Acatlán hasta que llegó a Ñumí en el siglo XVIII, en una situación que es desconocida. En 1912 reapareció nuevamente en San Martín Huamelulpan. 
En este último lugar lo compró Samuel Daza, que viéndose en una delicada situación lo vendió a Félix Muro, un personaje español que está relacionado con el tráfico de otros códices mexicanos. Los detalles de esa transacción son muy oscuros, pero han sido objetos de ciertas indagaciones. Aparentemente, Muro comisionó a Alfred Onken para negociar la venta del códice con Frans Blom, de la Universidad de Tulane. Esta institución adquirió el documento en 1750 dólares en 1932.